# Sistema triclino

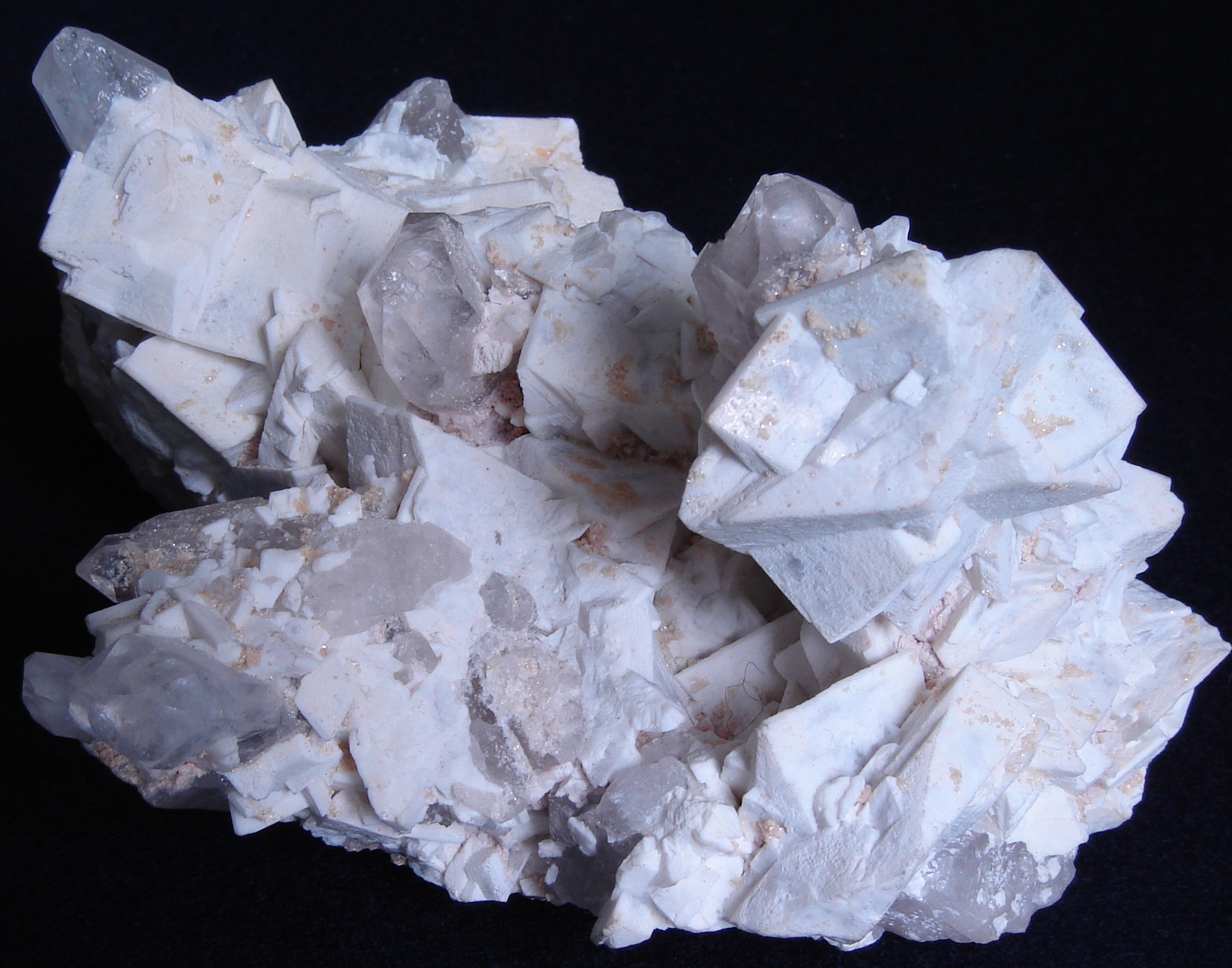
Un esempio di cristallo triclino.

Il sistema triclino è uno dei sistemi utilizzati per la classificazione dei minerali sulla base del loro grado di simmetria.
Il sistema triclino è il sistema a più basso grado di simmetria; i cristalli dei minerali che appartengono a questo sistema sono caratterizzati dalla sola presenza del centro di simmetria.
Considerando il cristallo secondo i tre classici assi {\displaystyle a,b,c} della mineralogia, la cella elementare del cristallo ha tre lati e tre angoli di misura differente:
- {\displaystyle a\neq b\neq c}
- {\displaystyle \alpha \neq \beta \neq \gamma }

| Reticolo di Bravais | Sistema cristallino | Cella convenzionale | {\displaystyle V_{C}/{V_{P}}} (*) | Generatori          |
| ------------------- | ------------------- | ------------------- | --------------------------------- | ------------------- |
| Triclino            | Triclino            | Triclino            | 1                                 | a1 = a 2 = b a3 = c |